# Elezioni presidenziali in Portogallo del 1986
Le elezioni presidenziali in Portogallo del 1986 si tennero il 26 gennaio (primo turno) e il 16 febbraio (secondo turno).

## Risultati
| Mário Soares                | Partito Socialista                                                  | 1 443 683 | 25,43 | 3 010 756 | 51,18 |  |  |  |
| Diogo Freitas do Amaral     | Partito Social Democratico - Partito del Centro Democratico Sociale | 2 629 597 | 46,31 | 2 872 064 | 48,82 |  |  |  |
| Francisco Salgado Zenha     | Partito Rinnovatore Democratico - Partito Comunista Portoghese      | 1 185 867 | 20,88 |           |       |  |  |  |
| Maria de Lourdes Pintasilgo | Unione Democratica Popolare                                         | 418 961   | 7,38  |           |       |  |  |  |
| Totale                      | Totale                                                              | 5 678 108 | 100   | 5 882 820 | 100   |  |  |  |
|                             |                                                                     |           |       |           |       |  |  |  |
| Schede bianche              | Schede bianche                                                      | 17 709    | 0,31  | 20 436    | 0,34  |  |  |  |
| Schede nulle                | Schede nulle                                                        | 46 334    | 0,81  | 33 844    | 0,57  |  |  |  |
| Votanti                     | Votanti                                                             | 5 742 151 | 75,38 | 5 937 100 | 77,99 |  |  |  |
| Elettori                    | Elettori                                                            | 7 617 257 |       | 7 612 733 |       |  |  |  |

| Diogo Freitas do Amaral     |  | 46,31% |
| Mário Soares                |  | 25,43% |
| Francisco Salgado Zenha     |  | 20,88% |
| Maria de Lourdes Pintasilgo |  | 7,38%  |

| Mário Soares            |  | 51,18% |
| Diogo Freitas do Amaral |  | 48,82% |